# Phorbia sho
Phorbia sho är en tvåvingeart som beskrevs av Masayoshi Suwa 1991. Phorbia sho ingår i släktet Phorbia och familjen blomsterflugor. Inga underarter finns listade i Catalogue of Life.